# Pseudomyrmecion ramalium
Pseudomyrmecion ramalium is een keversoort uit de familie boktorren (Cerambycidae). De wetenschappelijke naam van de soort is voor het eerst geldig gepubliceerd in 1885 door Bedel.